# 유태영 (1874년)
유태영(柳泰英, 1874년 음력 9월 4일 ~ ?)은 대한제국과 일제강점기의 관료이다.

## 생애
본관은 전주이며, 아버지가 정3품 통정 벼슬을 지낸 양반 가문에서 태어났다. 가정에서 한학을 공부하고 1903년에 판임관 6등의 전라북도 주사로 임명되면서 대한제국 말기에 관리로 근무했다.
전라북도에서 근무하던 중 1910년 한일 병합 조약이 체결되면서 조선총독부 소속으로 이동되었다. 유태영은 전라북도 장수군 군수로 임명되어 총독부 군수로 승진하였다. 1912년에 일본 정부로부터 한국병합기념장을 수여받았으며, 동양척식주식회사가 구성한 내지시찰단에 참가하여 1개월 동안 일본을 관광하기도 했다.
1913년에 함열군 군수로 전임되었고, 이후 진안군 군수를 역임했다. 진안군수 재직 중에는 전라북도 지방토지조사위원회의 임시위원을 겸하기도 했다. 진안군수를 마지막으로 1917년에 퇴직했으며, 이때 종7위에 서위되어 있었다.
2008년 민족문제연구소가 정리한 친일인명사전 수록예정자 명단 중 관료 부문에 포함되었다.

## 참고 자료
- 유태영(柳泰英) - 국사편찬위원회